# Енохианская магия
Енохианская магия — так называемая ангельская магия, созданная (или полученная) английским математиком, алхимиком и астрологом Джоном Ди и медиумом Эдвардом Келли в XVI веке.
Возможно вследствие разочарования от невозможности достигнуть всеобъемлющего понимания тайн природы, Ди начал искать высшей помощи в общении с ангелами. Он и его медиум, осуждённый фальшивомонетчик Эдвард Келли, имели многочисленные сеансы такого общения во время их совместных путешествий между 1583 и 1589 гг. По общим отзывам Ди был искренним, чего нельзя сказать о Келли, который, возможно, дурачил Джона Ди.
Енохианская магия основана на вызывании с помощью молитвы и управлении различными духами. Дневники Ди содержат «енохианский алфавит» и таблицы соответствий с ним. В этих же дневниках утверждается, что переданное «учение» содержит тайны апокрифической "Книги Еноха".
Джон Ди считал свою магию средством к естественной теологии, полагая, что общение с духовным миром необходимо для понимания природы, считая сотворенный мир сформированным в качестве комплексной системы, посредством которой Бог раскрыл Себя через духов и ангелов, передав ему через них тайны квази-математического порядка букв и чисел. Хотя космология Джона Ди обладала каббалистическим происхождением, он не усматривал в ней противоречий своим протестантским взглядам.
По мнению профессора Стивена Клюкаса, енохианская магия относится к «религиозной магии», в рамках которой оккультные отношения и силы рассматриваются в качестве путей к божественному и духовному восхождению мага. Клюкас называет воззрения Ди на молитву видом «христианской магии».

## История

«Магическое зеркало» Джона Ди.

### Начало
Джон Ди и Эдвард Келли утверждали, что получили указания к созданию этой системы от ангелов и записали их. Это принимается на веру большинством оккультистов, которые практикуют такой вид магии. Однако некоторые из них отмечают поразительное сходство с ранними гримуарами, такими, как Гептамерон Петра де Абано, который был известен Ди.
Недоверие к Эдварду Келли, в частности, привело многих оккультистов к мысли о том, что вся система изначально является мошенничеством Келли ради получения денег от Ди. Хотя это мнение оспаривается такими исследователями енохианской магии как Д. Тайсон и Элиас Эшмол, на которого ссылается Д. Тайсон.
Получение Джоном Ди и Эдвардом Келли системы учения ангелов началось с того, что Келли прибыл в Мортлэйк 8 марта 1582 года. Он был представлен Джону Ди их общим знакомым по имени Клерксон. Келли назвался Эдвардом Тэлботом, и это вполне могло являться его настоящим именем, как упоминалось выше. Слава Джона Ди и его домашней библиотеки в то время как раз распространилась по всей Европе, и в Мортлэйк довольно часто наведывались учёные из самых разных уголков Европы, чтобы посоветоваться с Ди, или изучить его книги. Их знакомство могло остаться просто знакомством, и общение их могло прекратиться спустя всего несколько дней. И для этого были все основания и предпосылки. Но считается, что Эдвард Келли обладал талантом, в котором Ди был чрезвычайно заинтересован — даром медиумизма и ясновидения. Как пишет Ди в своем дневнике:
«Ко мне пришёл некий мистер Эдвард Тэлбот, который был готов и желал показать или увидеть что-либо из духовных практик, и чтобы я тоже сделал что-либо подобное. И я тут же искренне объяснил ему, что эту, полагаемую вульгарной, магию, никогда не изучал и не практиковал. Но признался, что уже долгое время взыскую в моих философских изысканиях помощи благословенных Ангелов Господних».
Осенью 1583 года Ди и Келли покинули Англию в обществе польского дворянина, графа Альберта Ласки. Ласки впервые появился в Мортлэйке 18 марта того же года в поисках оккультных знаний и вскоре стал участником «контактов» с ангелами. Ангелы предсказали Ласки великие политические достижения, что, естественно, ему льстило, как и перспектива надеть польскую корону. Однако уже 2 июля речи ангелов приобрели зловещий оттенок:
«Мадими [один из Ангелов]: Государственный казначей и он (Вальсингем) объединились, а они тебя ненавидят. 
Я слышал, как они говорили о том, что вскоре ты сойдёшь с ума. Они сделают всё, что угодно, чтобы обезопасить себя. Вскоре они будут заманивать тебя в ловушку; наблюдай за ними.

Ди: Господи, смилуйся надо мной, какую ловушку (умоляю тебя) и кто?

Мадими: Они решили обыскать твой дом. Но они медлят, пока не уедет Князь [Ласки].

Ди: Но что они будут искать здесь?

Мадими: Они смертельно ненавидят Князя (оба).

Ди: Господи, каков твой совет, дабы предотвратить это?

Мадими: Скажу главное: грешники не восторжествуют.

Ди: Но будут они обыскивать мой дом или нет?

Мадими: Сразу же после отъезда Князя — будут.

Ди: С какой целью? Что они надеются найти?

Мадими: Они подозревают, что Князь — предатель.

Ди: но им не в чём обвинять меня, даже в столь малом как изменнические мысли.

Мадими: Твои рассуждения слишком благородны, но ты не можешь понять деяния грешников. По сути, они ненавидят тебя. Не доверяй им…

Ди: Я молю тебя говорить более ясно.

Мадими: В середине августа.

Ди: если он уедет в середине августа, а наши ритуалы будут ещё не завершены, что нам делать с нашей ритуальной мебелью, которая подготовлена, и стоит в Рабочей комнате?

Мадими: У тебя мало веры. Его отъезд соответствует окончательной Воле Бога. Он твой большой друг, и собирается многое для тебя сделать. Он собирается воздать тебе добром, а ты будь готов оказать ему услугу».
Ни Ди, ни Келли не испытывали желания покидать Англию, но ангелы вынудили их сделать это. Они поверили, что послужат Богу и получат достойную награду, если будут сопровождать Ласки, и при этом — что Джона Ди арестуют, останься он в Мортлэйке.
Так начались странствия Джона Ди и Эдварда Келли по Центральной Европе, продлившиеся несколько лет, в течение которых «контакты» с ангелами были постоянными и регулярными, и во время этих контактов записывалось то учение, которое нынче известно под названием «Енохианская Магия».
Следуя указаниям ангелов, которые передавал ему его медиум — Эдвард Келли, он должен был путешествовать, встречаться с правителями Польши и Богемии, и излагать им учение Ангелов. При этом, согласно дневникам Ди, самих ангелов мало волновал тот факт, что это учение считалось еретическим.
Так, ангелы вынудили Ди просить аудиенции у императора Рудольфа II в Праге 3 сентября 1584 года, и прочитать ему лекцию о морали. То, что он исполнил это, говорит о великом мужестве Ди, и его безграничной вере ангелам, поскольку власть Рудольфа II была практически абсолютной, а колдовская деятельность Ди могла с большой долей вероятности привести его к сожжению на костре. Император Рудольф, по всей видимости, отличался невероятным терпением, ибо спокойно выслушал следующие речи Ди:
«Ангел Господень явился мне и осуждал тебя за грехи твои. Если ты выслушаешь меня и поверишь мне, то победишь. Если же не выслушаешь меня, Господь Бог, создавший Небо и Землю (под Которым ты ходишь, и у Которого дух твой) поставит стопу Свою на грудь тебе и сбросит тебя с трона твоего. Сверх того, Господь заключил со мной Договор (клятвой), что он исполнит это. Если ты оставишь грехи свои и обратишься к Нему, твой Трон будет величайшим из всех, что были, и Диавол станет пленником твоим. Каковой Диавол, я полагаю, есть Великий Турок (я сказал). Это поручение дано мне Богом. Я ничего не выдумываю; я не обманщик и не преследую своих целей, не безумен и не сплю».
Возможно, Рудольф II просто счёл Ди безумцем, или посчитал это очередной причудой и без того чудаковатого учёного. Впрочем, после этого Джон Ди не добился более ни одной аудиенции, хотя ангел Уриэль «приказал» ему написать Рудольфу о том, что он (то есть Ди) обладает секретом Философского Камня и откроет его Императору при следующей встрече. Рудольф отправил одного из своих шпионов, доктора Куртца, разведать больше о магии, которой занимаются Ди и Келли, а также добыть записи Ди о сеансах ясновидения и его хрустальный шар. Однако Ди хватало осторожности не посылать свои книги и инструменты Рудольфу.
Также следует отметить случай, когда ангелы «приказали» Ди и Келли отправиться из Праги в Краков, чтобы встретиться с польским королём Стефаном Баторием. Джон Ди колебался до тех пор, пока не получил от графа Альберта Ласки письма с приглашением в Краков. По словам Ди, ангелы были в ярости от того, что он оспаривал их указания, и даже проклинали его:
«Когда Господь сказал тебе иди, если бы ты поступил так, и не тянул время, то ему [Ласки] было бы дано больше, и больше бы было добавлено тебе. Но теперь пришли письма, которые побывали в руках Грешников и Убийц (чьими руками они прокляты) и ты возрадовался и утешился, ты решился ехать. Но если бы ты оставил эти письма позади и поехал, когда я говорил тебе ехать, то мое имя было бы неприкосновенно. Поэтому Господь гневается и не забудет этого оскорбления. Ибо тот, кто говорит со мной, говорит не с человеком, потому что нет во мне ничего, что было бы привязано ко времени. И ещё менее в том, кто послал меня».
Затем, согласно записям в дневниках Ди, ангелы прокляли Ди и его детей до пятого колена, потому что он медлил повиноваться приказанию. Джон Ди молил снять проклятие, плача:
«Господи, я искренне раскаиваюсь, я слезами оплакиваю это ужасное оскорбление, ты видишь мое раскаяние в сердце, о Боже, Боже, Боже»
Согласно переданным через Келли словам, которые Ди записал в дневниках, раскаяние Ди подействовало, и ангелы сняли проклятие. После чего, конечно, Ди испытал сильное облегчение:
«После этого мы [Ди и Келли] сидели и думали, и размышляли о величине нашего оскорбления, которое задевает Славу и Честь Бога. Если бы мы поехали, не дожидаясь приглашения в письмах, тогда бы они [польские дворяне] услышали, и Король Ст[ефан] понял бы, что нас ведет Бог и его благие Ангелы, и мы не зависим от разных писем и уговоров…»
Судя по дневникам Ди, он искренне верил в то, что ангелы могли уважать его как их пророка и глашатая перед принцами и сильными мира сего. Складывается впечатление, что он никогда не задавался вопросом, почему ангелы выбрали именно его для передачи их системы Енохианской магии, просто принимая это как награду за благочестивую жизнь. Он считал себя избранником Божьим и не оспаривал этот выбор. Келли же, напротив, всегда считал, что это на самом деле «замаскированные демоны», падшие духи.

### Учение Енохианских Ангелов
Говоря о целях ангелов, — для чего им понадобилось передавать систему Енохианской Магии Джону Ди, — следует отметить «внешнюю цель», о которой они говорили прямо, и «внутреннюю», которая вплетена «красной нитью» во все беседы Ди и Келли с ангелами, во все видения, которые посещали Келли, и во всю концепцию самой системы, переданной ангелами.
«Внешняя» цель, о которой ангелы говорили открыто, в том, что ангелы исполняли волю Патриарха Еноха. Его же воля, согласно тому, что говорили ангелы, была в том, чтобы научить всю человеческую расу «Истинной Магии Ангелов».
«Внутренняя» же цель гораздо более масштабна. Читая записи Ди о «контактах» с ангелами, и возникающих видениях, многие исследователи приходят к выводу, что ангелы «предназначали» свою систему магии для того, чтобы запустить процесс бурных и разрушительных преобразований, подобных тем, что описаны в последней книге Библии -  Откровении Иоанна Богослова. Видения и беседы Ди и Келли с ангелами наполнены апокалиптическими образами и аллюзиями на эту книгу. Об этой «внутренней» цели весьма недвусмысленно говорит ангел Габриэль от имени Бога:
«Я выбрал вас войти в амбары мои. И приказал вам открыть Зерно, которое может быть разбросанным, а может оставаться в снопах. И вошел в первого, и в седьмого тоже. И открыл вам доказательства пришествия Духа Моего.

Потому что амбары мои долго стояли без молотильщиков. И цепы мои долго были спрятаны в неведомых местах. Цепы же эти суть Учение, кое Я открываю вам. И есть оно Орудие Наказания, которым вы будете бить снопы, чтобы зёрна разбросанные и оставшиеся стали едины.

(Лишь слово в трудное время)

Если Я — Хозяин Амбара, Владелец Зерна и Податель Цепов, если всё есть моё (а для вас нет ничего, потому что вы — наёмники, которым воздастся на небесах), — тогда внемлите Мне: вы не будете молотить и не будете останавливаться, пока Я не прикажу вам, пусть будет достаточно вам того, что вы знаете Мой дом и какому труду Я вас назначил. Что я благоволю вам настолько, что сделал вас работниками в Амбаре Моём. Ибо в нём никто не будет молотить без моего согласия».
О том же говорят и тексты Ключей, и другие «разговоры» с ангелами, наполненные апокалиптической символикой. Ангелы прибегают к ней в кажущейся случайной манере, когда Джон Ди спрашивает о здоровье далёких друзей, или пытается найти деньги для путешествий, или когда Келли пытается узнать у них тайну красного порошка трансмутации. В качестве примера следует привести цитату из перевода на русский язык отрывка из Девятнадцатого Енохианского Ключа, являющегося одним из так называемых «енохианских заклинаний»:
«Земля да будет управляема по частям её, и да будет разделение в ней, дабы слава её вовеки была опьянена и стеснена. Ход её да обращается (или бежит) вслед за небесами, и да служит она им, как служанка. Одно время года да свергает другое, и да не будет тварей на ней или в недрах её подобных друг другу. Все члены её да разнятся по свойствам своим, и да не будет ни одной твари, равной другой. Разумные твари земные, люди, да притесняют и истребляют друг друга; и жилища их да забудут имена их. Труды человека и великолепие его да будут изглажены. Строения его да обратятся в пещеры для зверей полевых! Помрачено её разумение Тьмою. Почему? Сокрушаюсь Я, что сотворил человека. В одно время да будет она известна, в другое же — пребудет неведомой. Ибо она — ложе блудницы и обитель Падшего. О вы, Небеса, восстаньте! Нижние Небеса, что под вами, да служат вам! Правьте теми, кто правит. Низвергайте подобных Падшему. Рождайте тех, кто приумножится, и уничтожайте прогнивших. Да не будет места, что осталось бы едино числом. Прибавляйте и убавляйте, пока не будут сочтены Звезды».
Таким образом, суть «учения», которое ангелы передавали Ди и Келли, и которое составляет теоретическое и мировоззренческое ядро всей системы «Енохианской магии» можно свести к фразе: «Цепы же эти суть Учение, кое Я открываю вам. И есть оно Орудие Наказания». «Наказания» же требуется роду человеческому и земле, за то, что согласно 19-му Ключу, Бог, пославший ангелов, сокрушается, что сотворил человека: «Сокрушаюсь Я, что сотворил человека. В одно время да будет она [Земля] известна, в другое же — пребудет неведомой. Ибо она — ложе блудницы и обитель Падшего. О вы, Небеса, восстаньте! […] Низвергайте подобных Падшему». К этим словам стоит добавить «сказанное» во время одного из сеансов общения ангелом Мапсамой Джону Ди:
«Небеса сочтены праведными, ибо они повинуются. Земля же проклята за свою дерзость. Поэтому те, кто ищет вещей Небесных, есть послушны. Остальные же — дерзки, и в конце они будут поглощены, сожжены огнём до пепла, как и Земля за её несправедливость».
Для ангелов — земля — «богиня», «Падший» — эквивалент христианского сатаны, вместе с его падшими ангелами, или демонами. «Дерзость», или «наглость» «богини»-земли заключается в том, что она предоставляет пищу и кров воплощённым человеческим душам. «Богиня» Земля предлагает части своего собственного тела человеческим душам, и из этих частей они создают себе оболочки из плоти. В то же время они становятся едины плотью с «богиней», то есть — её детьми. Также «учение ангелов» гласило о том, что именно неповиновение Адама навлекло на землю проклятье Бога. Благодаря падению Адама — «падшие духи» получили возможность жить в этом мире вместе с людьми, чей труд они используют для поддержания существования этой материальной вселенной, удалённой и отделённой от Бога. За предоставление убежища «падшим духам» и своего тела людям для воплощения и должна быть наказана Земля, согласно «учению ангелов». Потому как человеческие души, облекаясь материальной оболочкой, становятся подобными «падшим», так как материя отрывает их от Бога, от связи с духовным. Постоянное предоставление своего тела «богиней» Землей человеческим душам для воплощения позволяет «падшим духам» после каждой физической смерти удерживать человеческие души в этом мире, заставляя их воплощаться вновь (теория реинкарнации), и не отпуская к Богу.
Это учение близко к гностицизму, а также к учению Мартинеса де Паскуалиса, изложенном им в «Трактате о Реинтеграции существ в их первоначальных качествах и силах, духовных и божественных».

#### Публикации на русском языке
- Дневники Джона Ди. Том I. Книга Тайн // Ди, Джон. Пер. с англ. Харуна И.В. Нижний Новгород; ИП Москвичев, 2015, 450 с. ISBN 978-5-9907322-7-8

## Переоткрытие
Из дошедших до нашего времени дневников Ди не совсем ясно, как пользовались енохианской магией сами Ди и Келли. Тем не менее, «переоткрытие» енохианской магии Сэмуэлем Лидделом Макгрегором Мазерсом из герметического ордена Золотой Зари обеспечило ей известность в современном оккультизме. Енохиану как полноценную систему сложно восстановить, основываясь на оригинальных манускриптах, таких как коллекция Сэра Ганса Слоана в Британском Музее, но современные оккультные организации пытаются сделать её применимой. "Золотая Заря" была первой, но их познания включали только дневники Ди, а их система планетарных, стихийных и зодиакальных соответствий не имеет отношения к оригинальным источникам.

## Сегодня
По сравнению с остальными магическими теориями, Енохианская магия является на удивление комплексной, утончённой и сложной для понимания. Однако часть оригинальных манускриптов Ди была утеряна, в основном из-за пожара в его доме после его смерти, и потому ключевые части его системы утеряны. Это привело к возникновению множества интерпретаций.

## В искусстве
Енохианская магия употребляется в телесериале «Сверхъестественное» (2005 - 2017), героев сериала ей научила ангел Анна Милтон. C её помощью они, когда им надо, могут защищаться от появления ангелов.